# Municipio de Orange (condado de Kalkaska)
El municipio de Orange (en inglés: Orange Township) es un municipio ubicado en el condado de Kalkaska en el estado estadounidense de Míchigan. En el año 2010 tenía una población de 1233 habitantes y una densidad poblacional de 13,68 personas por km².

## Geografía
El municipio de Orange se encuentra ubicado en las coordenadas 44°38′54″N 85°8′41″O / 44.64833, -85.14472. Según la Oficina del Censo de los Estados Unidos, el municipio tiene una superficie total de 90.16 km², de la cual 88,64 km² corresponden a tierra firme y (1,68 %) 1,51 km² es agua.

## Demografía
Según el censo de 2010, había 1233 personas residiendo en el municipio de Orange. La densidad de población era de 13,68 hab./km². De los 1233 habitantes, el municipio de Orange estaba compuesto por el 97,49 % blancos, el 0,08 % eran afroamericanos, el 0,65 % eran amerindios, el 0,08 % eran asiáticos, el 0,08 % eran de otras razas y el 1,62 % eran de una mezcla de razas. Del total de la población el 1,78 % eran hispanos o latinos de cualquier raza.